# Силлз, Филипп
Филипп Силлз (англ. Phillip Sills; 10 апреля 1920, Мир Новогрудского уезда Минской губернии — 18 июля 1988, Нью-Йорк) — американский производитель женской спортивной одежды, предприниматель.

## Биография
Родился в семье Иосифа С. и Анны Вольфович. В 9 лет приехал в Нью-Йорк, воссоединившись со своей семьёй, эмигрировавших ранее. Учился в 1938—1939 в Бруклинском колледже.
В 1946 основатель и директор компании по производству одежды «Sills & Company» (Нью-Йорк), а в 1953 нанял модельера Б. Кэшин, создав успешное плодотворное сотрудничество, просуществовавшее 25 лет. Организатор в 1970 First Women’s Bank (Нью-Йорк). Основатель Технологического института моды (1970, Нью-Йорк), Медицинского колледжа имени Альберта Эйнштейна (1970, Нью-Йорк).
После смерти супруги Хелен (англ. Helen Blaushild) продал свою компанию и посвятил большую часть своего времени коллекционированию произведений искусства и благотворительной деятельности.
В 1987 Университет штата Огайо назвал выставочный зал американских культурных артефактов именем Силлза.
Умер от рака лёгких в своей квартире на Манхеттене.